# Bangli (regentschap)

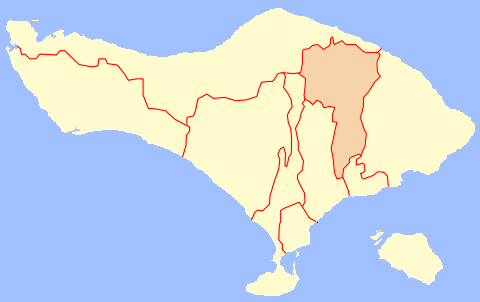
Locatie

Bangli is een Indonesisch regentschap (kabupaten) in de provincie Bali op het gelijknamige eiland. De noordkust van Bangli werd destijds veroverd door het expansionistische vorstendom Buleleng dat zich oostwaarts langs de Balizee en de noordkust van Karangasem over de Straat Lombok tot op Lombok wilde uitbreiden. Alhoewel Karangasem later zijn noordkust op Buleleng terug kon heroveren en zelfs een tijd de hoofdstad van Buleleng kon bezetten lukte dit niet voor Bangli. Bangli grenst in het noorden aan Buleleng, in het oosten aan Karangasem, in het zuiden aan Klungkung, in het zuidwesten aan Gianyar en in het westen aan Badung.
Stadsgemeenten: Denpasar

Regentschappen: Badung · Bangli · Buleleng · Gianyar · Jembrana · Karangasem · Klungkung · Tabanan